# Ellen Brun og Jacques Hersh
Ellen Brun (født 23. marts 1933 på Frederiksberg) er en dansk sociolog, dr.scient.soc. og lektor emeritus, gift med Jacques Hersh (født 27. marts 1935 i Paris), professor emeritus, dr.scient.soc. Ellen Brun var sammen med sin mand Jacques Hersh markante stemmer på venstrefløjen i 1960'erne og 1970'erne og har sammen skrevet en række bøger om udviklingsstudier, international politik og marxisme.
Jacques Hersh er søn af en jødisk skrædder Mordka Herszkowicz (død 1940) og hustru syerske Chaja Najman. Siden 13. november 1964 han han været gift med Ellen Brun, datter af ingeniør Oscar Constantin Brun (1904-1941, sønnesøn af Oscar Brun) og Julie Frederikke Christiane Elisabeth Schepelern (1909-1996).
Henholdsvis 1964-69 og 1965-70 var Brun og Hersh medredaktører af og en del af miljøet på det marxistiske tidsskrift Politisk Revy. 1992-2001 var Ellen Brun medredaktør af tidsskriftet SALT.
Sammen med Ebbe Reich, Ole Wivel, Joachim Israel og andre intellektuelle blev Ellen Brun medlem af "Dansk Bertrand Russell Råd" imod Vietnamkrigen.
Hersh blev dr.scient.soc. ved Københavns Universitet 1979 og udnævnt til professor i udviklingsstudier og internationale forhold ved Aalborg Universitet i 1983. Her har han været tilknyttet Forskningscentret for Udviklingsstudier og Internationale Relationer under Aalborg Universitet og er også efter sin pensionering knyttet til universitetet som ekstern lektor.
Tilsvarende blev Ellen Brun lektor i udvikling og internationale forhold på Aalborg Universitet.
I deres otium arbejder Brun og Hersh på et udviklingsparadigme baseret på bæredygtighed og humanisme med vægt på borgerløn.

## Forfatterskab
Jacques Hersh og Ellen Brun:
- Kulturrevolutionen i Kina: En antologi, Forlaget Rhodos 1969.
- Kina-Sovjet: Fra ideologisk konflikt til grænsestrid, Forlaget Politisk Revy 1970. ISBN 87-85186-01-5
- De riges vold: Imperialismen, Høst & Søn 1972. ISBN 87-14-27237-7
- Kapitalismens udviklingssystem: Lærebog om u- og i-lande, Gyldendal 1972 og 1978, norsk udgave 1972, hollandsk udgave 1973, tysk udgave som Der Kapitalismus im Weltsystem : ein Lehrbuch über Industrie- und Entwicklungsländer, Fischer 1975.
- (red. sammen med Jens Lohmann): Erfaringen fra Chile: En antologi om muligheden for fredelig overgang til socialisme, 1974, svensk udgave samme år som Fallet Chile: Om möjligheten av en fredlig övergång till socialismen: En antologi, Rabén & Sjögren 1974.
- Socialist Korea: A Case Study in the Strategy of Economic Development, Monthly Review Press 1976, japansk udgave 1980. ISBN 0-85345-386-1
- Om metoden i et forskningsprojekt om Nord Koreas udviklingsstrategi, Aalborg Universitetsforlag 1979. ISBN 87-7307-029-7
- Soviet-Third World Relations in a Capitalist World: The Political Economy of Broken Promises, New York: St. Martin's Press 1990. ISBN 0312040709. Macmillan 1990. ISBN 033352036X

Jacques Hersh alene:
- The USA and the Rise of East Asia 1945-1990: Dilemmas in the Postwar International Political Economy, New York: St. Martin's Press 1993. ISBN 0312094876
- (red. sammen med Johannes Dragsbæk Schmidt): Globalization and Social Change, Routledge 2000. ISBN 0415241715

Oversættelser:
- Paul Lafargue: Retten til dovenskab, Forlaget Rhodos 1971. ISBN 87-7496-209-4
- Josué de Castro: Sultens geografi, Forlaget Røde Hane 1972. ISBN 8785095133